# キシナウ駅
座標: 北緯47度00分45秒 東経28度51分35秒 / 北緯47.01250度 東経28.85972度
キシナウ駅（キシナウえき、ルーマニア語: Gara feroviară din Chișinău）は、モルドバの首都キシナウにある鉄道駅。キシナウ中央駅の別名で呼ばれることもある。

## 概要
ロシア（モスクワ、サンクトペテルブルク）、ウクライナ（オデッサ）、ルーマニア（ブカレスト）方面へ向かう国際列車が運行されており、駅構内に出入国管理施設が併設されている。

## 歴史
当該駅は1870年に建造された。翌1871年8月28日にキシナウ - ティラスポリ間の交通路線が開通。
1873年に鉄道が稼働し、キシナウ - コルネシュティ 間の路線が開通。その後、ウンゲニまで延伸されることとなった。
1918年に当該駅で軍事騒動が発生している。

## ギャラリー

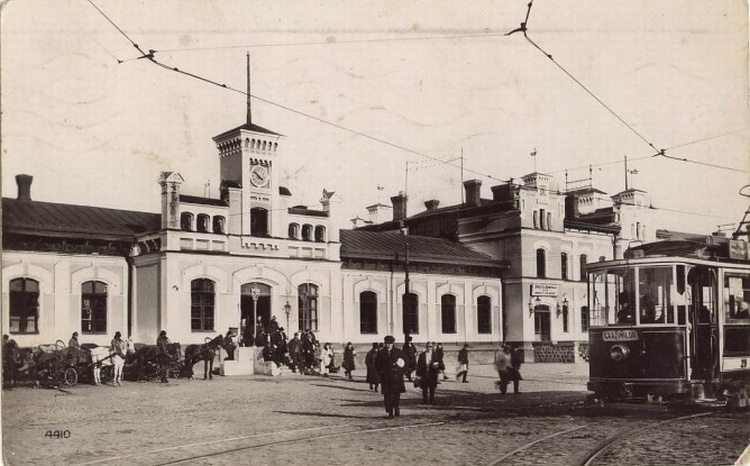
1936年時の駅舎 建築家のゲンリウ・ロンスキ(Ghenrih Lonski)によって1870年代後半に設計・建設されたものだが、施設の建替えにより消滅している
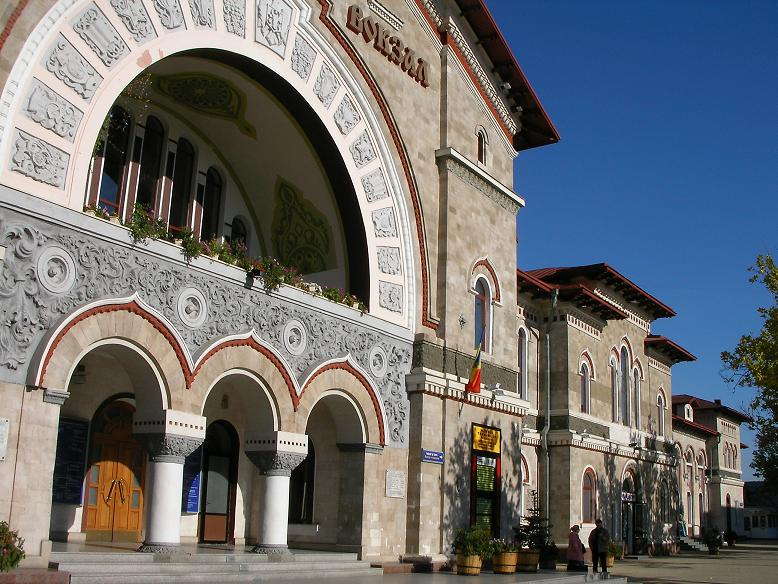
駅正面出入口
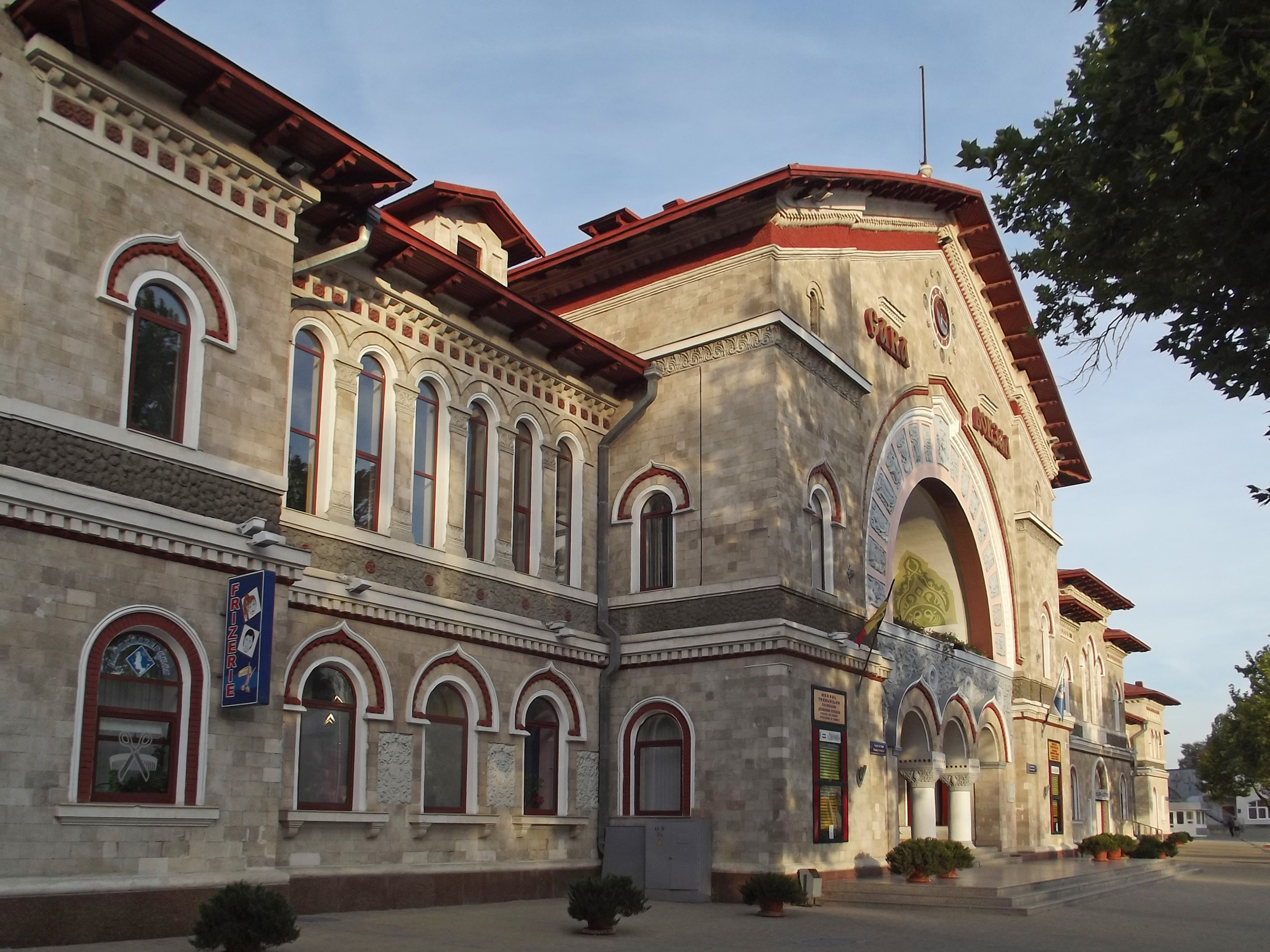
駅外観
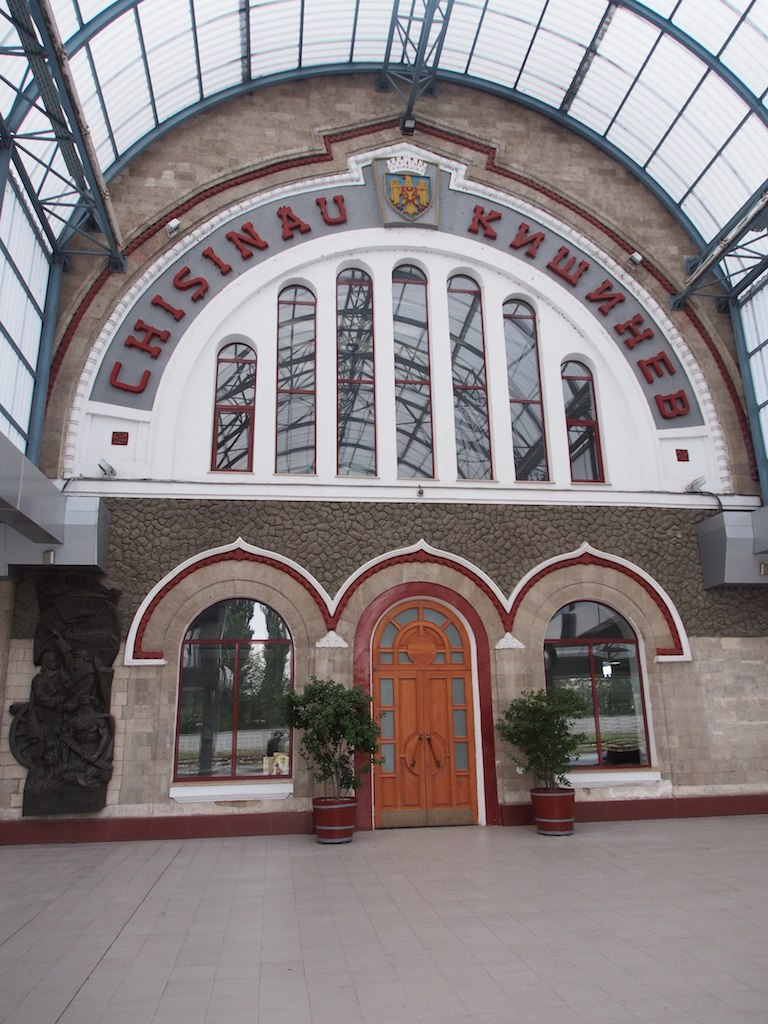
出入国管理施設の正面入口
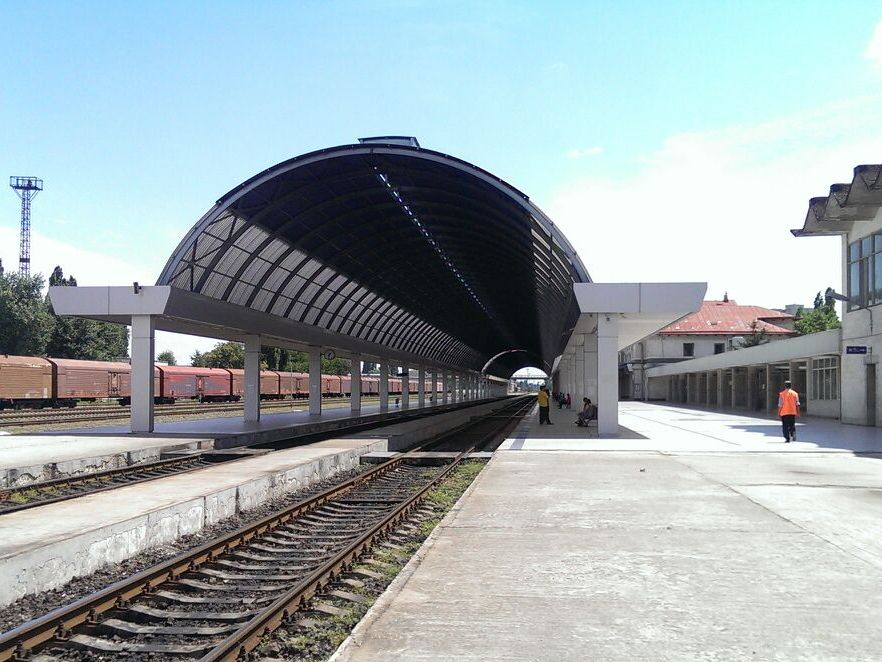
同駅のプラットホーム （一般路線）
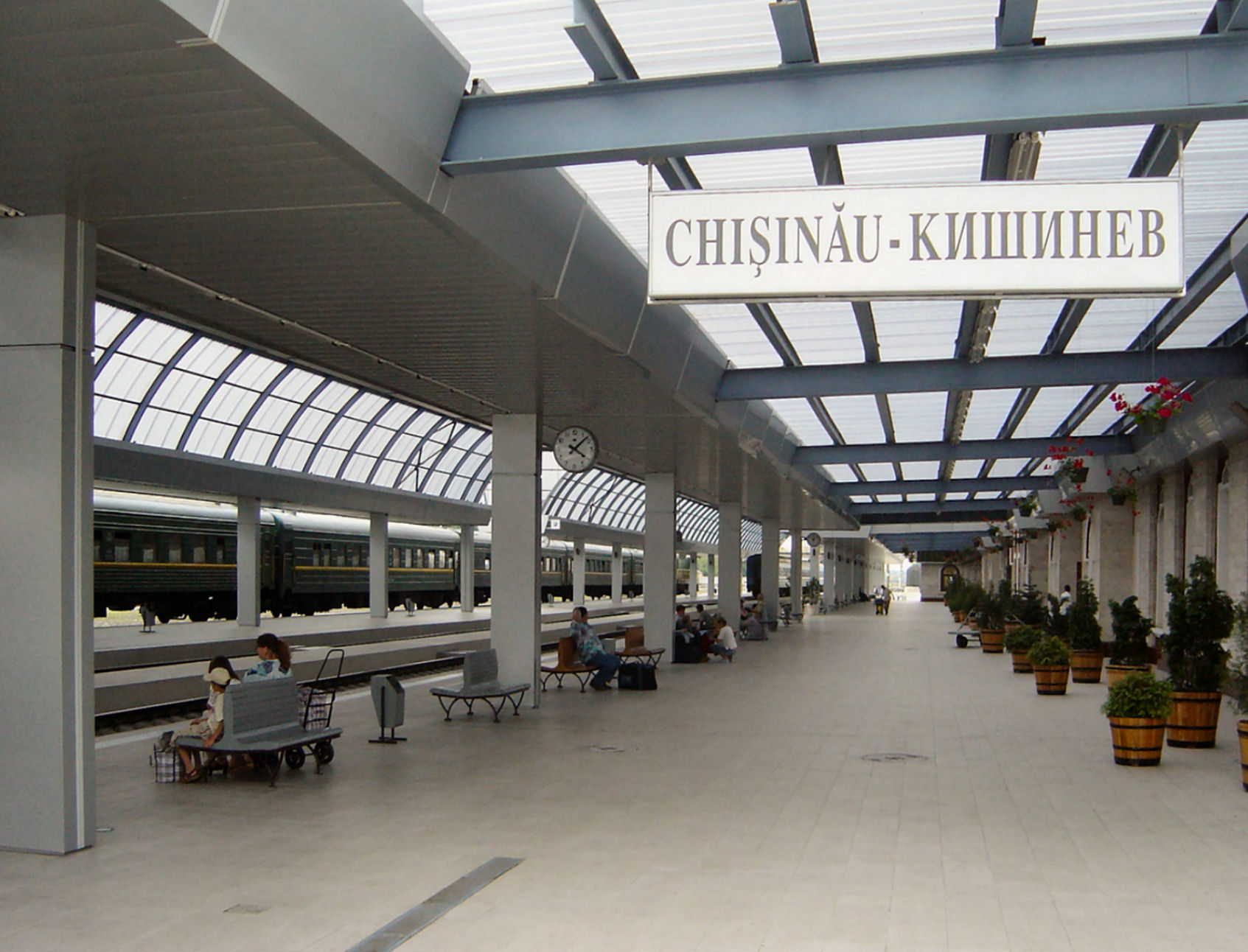
同駅のプラットホーム （国際路線）
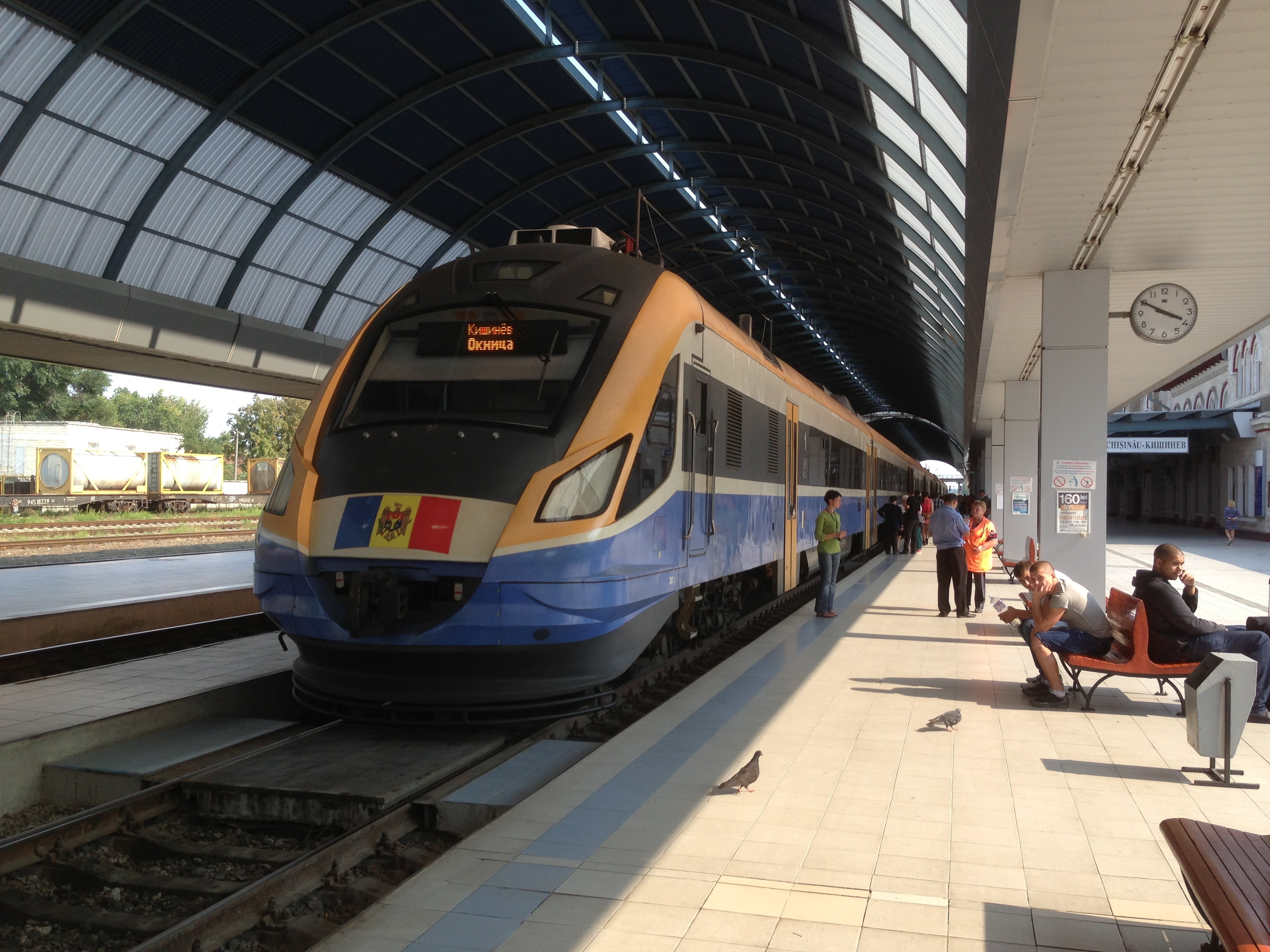
プラットホームに停車中のD1M形気動車
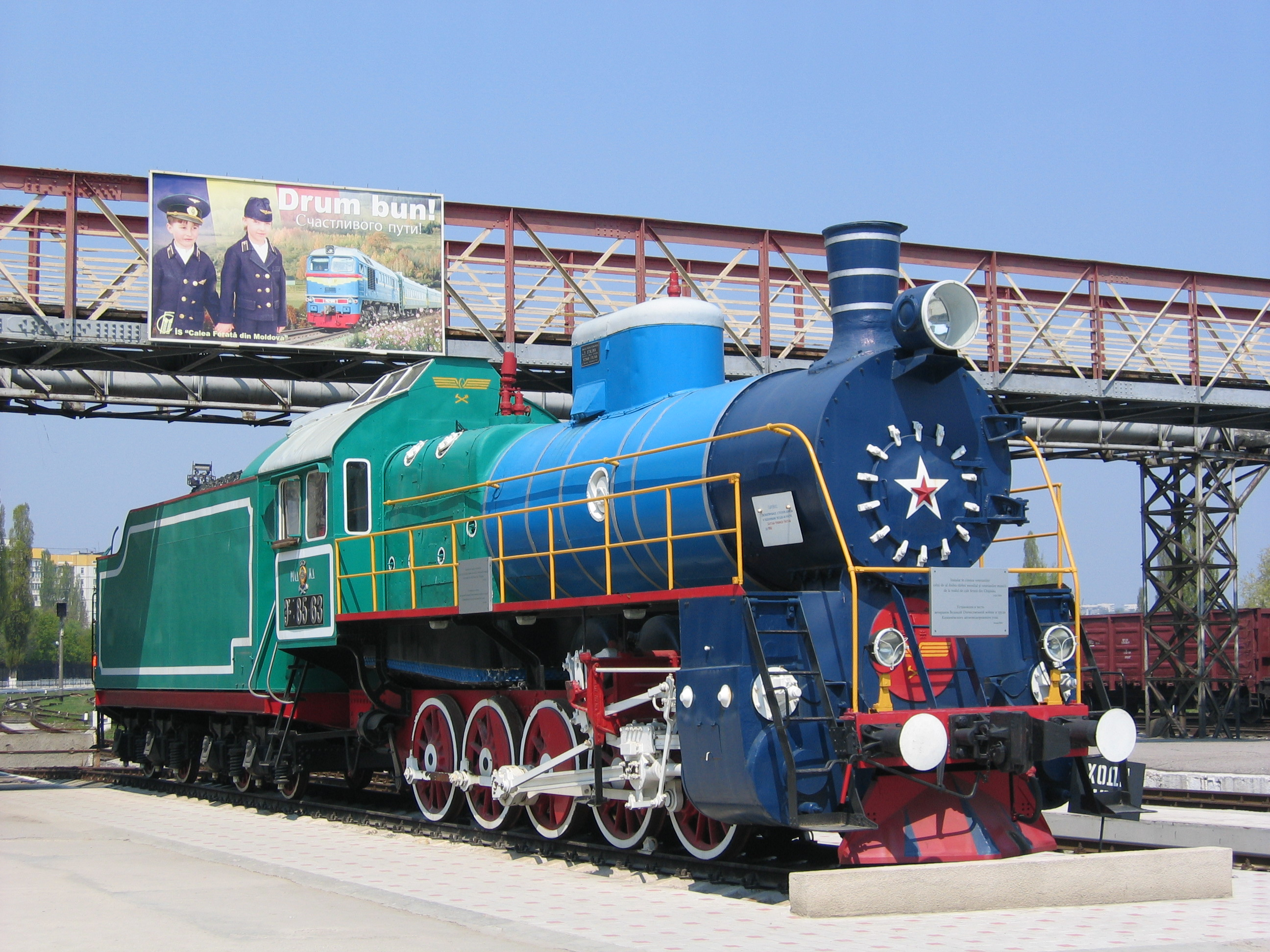
ЭR機関車 1968年まで稼働していたが、現在は静態保存されている